# KT重机枪
KT重机枪是乌克兰产重机枪，可用于打击轻装甲目标、火力压制、消灭敌方有生力量及摧毁空中目标。乌克兰精密机械厂根据苏制NSV重机枪研发。
乌克兰国内的NSVT重机枪已逐渐到达最大使用寿命，2005年精密机械厂发布了KT重机枪原型，同时逐步完善由乌克兰生产的各种新型装甲车辆。由马亚克工厂量产KT重机枪。

## 衍生型
- KT-12.7——安装至装甲战斗车辆的型号，用作高射机枪。可用于打击轻装甲目标和低空飞行的敌方目标。
- KM-12.7——用于防御阵地的型号。与KT-12.7一样可用于打击轻装甲目标和低空飞行的敌方目标。

## 相关词条
- KM通用机枪
- ZTM-1
- ZTM-2

## 引文
1. ↑  .   [2024-10-18]. （原始内容存档于2024-11-11） （乌克兰语）.
2. 1 2  . 2021-07-02  [2024-10-18] （乌克兰语）.
3. ↑  . 2021-07-02  [2024-10-18] （乌克兰语）.
4. 1 2 3 4 5 6 7  .   [2024-10-18] （英语）.
5. ↑  .   [20124-10-18] （乌克兰语）.
6. ↑  . 2021-01-29  [2024-10-18]. （原始内容存档于2022-05-15） （乌克兰语）.
7. ↑  . 2021-07-02  [2024-10-18]. （原始内容存档于2024-06-13） （乌克兰语）.